# The Floor Above
The Floor Above è un film muto del 1914 diretto da James Kirkwood.

## Trama
Anche se innamorati, Grace e Stephen vivono il loro amore con qualche difficoltà. Stephen, diventato erede di un patrimonio e di un titolo, non rivela alla fidanzata il suo nuovo stato per timore che lei non possa più amarlo. Aiuta invece la sorella di Grace, Stella, che ha dei grossi problemi finanziari, sempre senza far sapere nulla di tutto questo a Grace che rimane ferita nei suoi sentimenti nello scoprire la cosa. Stella, poi, si trova coinvolta in un omicidio quando due amanti di Netta, una sua vicina di casa, entrano per sbaglio nel suo appartamento scambiandolo per quello di Netta. Tra i due nasce un violento diverbio che sfocia in un assassinio. Grace e Stephen all'inizio presumono che i due uomini abbiano lottato a causa di Stella, poi la verità viene a galla e Stella viene riabilitata. Non senza che si sia pentita del suo modo di vivere pericoloso che decide di abbandonare per sempre, anche perché suo marito, rimasto lontano per un lungo viaggio di affari, sta ritornando finalmente a casa.

## Produzione
Il film fu prodotto dalla Reliance Film Company sotto la supervisione di D.W. Griffith.

## Distribuzione
Distribuito dalla Mutual, il film uscì nelle sale cinematografiche statunitensi nell'aprile 1914.